# Hank Ketcham

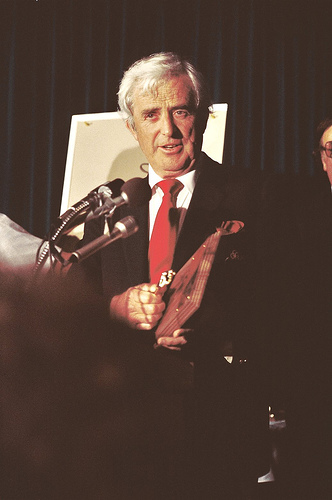
Hank Ketcham (1982)

Henry King „Hank“ Ketcham (* 14. März 1920 in Seattle; † 1. Juni 2001 in Carmel-by-the-Sea) war ein US-amerikanischer Comiczeichner. Bekannt wurde er mit der 1951 erschienenen Comicserie Dennis (Original: Dennis the Menace), die später sowohl als Zeichentrickserien, Fernsehserien (Dennis, Geschichten eines Lausbuben) wie auch als Realverfilmungen produziert wurde.

## Leben
Nach einem abgebrochenen Studium betätigte sich Ketcham als Trickfilmer in den Walt Disney Studios und wirkte unter anderem bei Fantasia und Pinocchio mit. Schon in seinem Militärdienst bei der Navy (1941–1945) schuf er seinen ersten Comic Half Hitch und machte Illustrationen für mehrere Zeitschriften. Am 12. März 1951 erschien die erste Folge von Dennis the Menace, ein täglich erscheinender Comic, der nur aus einem Panel besteht, in 16 Tageszeitungen. Inspirieren ließ sich Ketcham von seinem 4-jährigen Sohn Dennis Ketcham. 1955 entstand eine eigene Heftreihe. 1960 zog Ketcham nach Genf, wo er bis 1977 lebte. Wieder zurück in den USA zog er nach Monterey (Kalifornien) und begann weitere Zeichner und Coloristen für die täglichen Dennis-Comics sowie das Dennis-Heft einzuarbeiten. Im Ruhestand widmete sich Ketcham der Ölmalerei in seinem Haus in Carmel-by-the-Sea. Er starb am 1. Juni 2001 an Prostatakrebs. Die Serie Dennis wird von seinen Assistenten weiterbetreut. Zum Zeitpunkt seines Todes erschien Dennis the Menace in 1000 Zeitungen in 48 Ländern und in 19 Sprachen. Sie wird vertrieben durch das King Features Syndicate.

## Auszeichnungen
- 1952: Reuben Award für Dennis the Menace